# Fabian Figueiredo
Fabian Filipe Figueiredo (14 de gener de 1989) és un sociòleg i polític portuguès. Va ser breument diputat a l'Assemblea de la República a la XIV legislatura pel Bloc d'Esquerra, d'abril a juny de 2021.